# Achare Mot

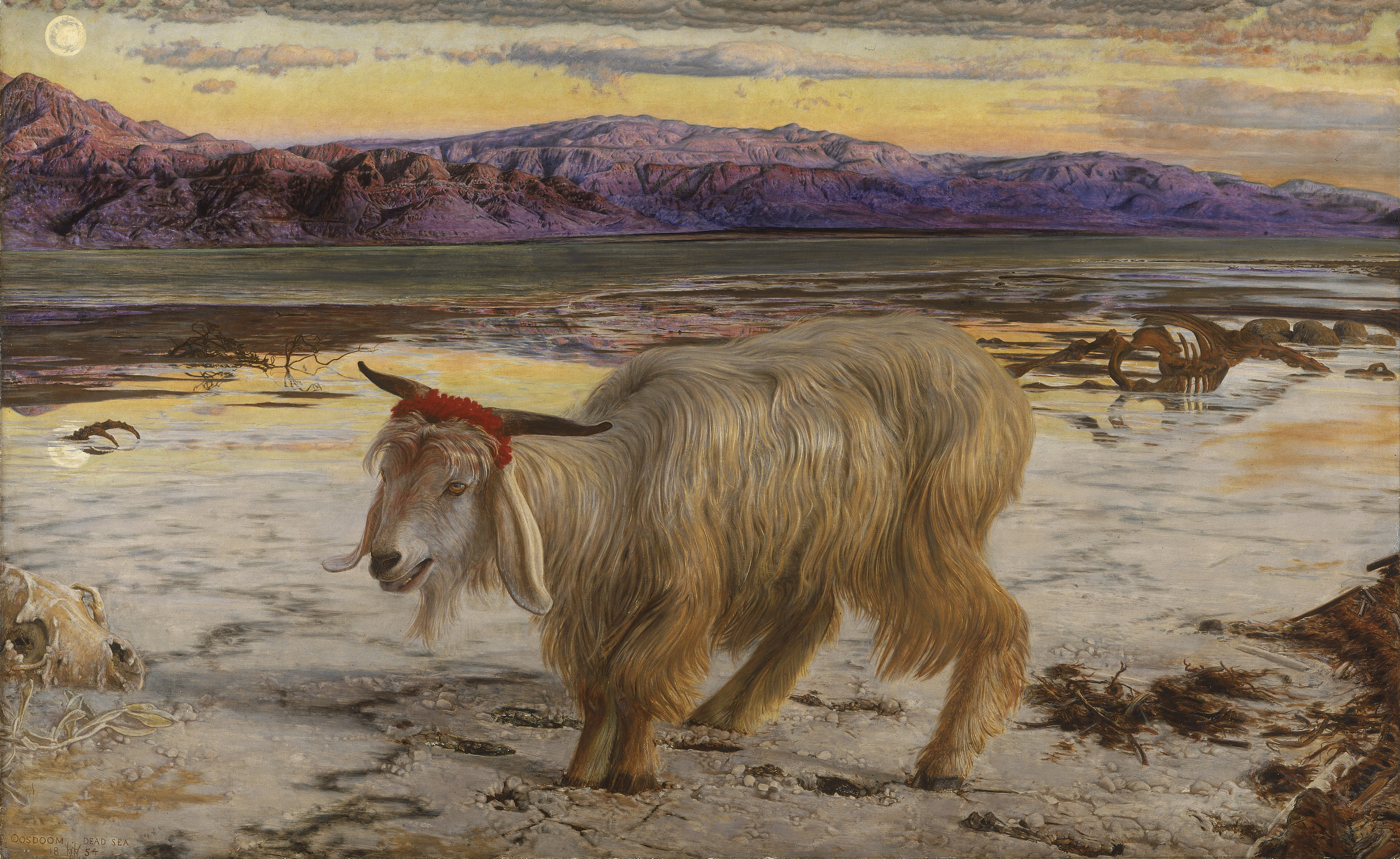
William Holman Hunt, Der Sündenbock (1854)

Achare Mot (Biblisches Hebräisch אַחֲרֵי מוֹת ‚Nach dem Tode‘ [der beiden Söhne Aarons]) bezeichnet einen Leseabschnitt (Parascha oder Sidra genannt) der Tora und umfasst den Text Leviticus/Wajikra 16–18 (16 , 17 , 18  – ELB-Links: 16 , 17 , 18 ).
Es handelt sich um die Sidra des 2., 4. oder 5. Schabbats im Monat Nisan oder, falls mit Kedoschim verbunden, des 2. Schabbats im Monat Ijjar.

## Wesentlicher Inhalt
- Erlaubnis, das Allerheiligste zu betreten, nur für den Hohenpriester, und auch diesem nur am Jom Kippur erlaubt
- Vorschriften das Sühneopfer betreffend
- Vorschriften über die Entsendung eines Ziegenbockes (Asasel, Sündenbock) in die Wüste
- Vorschrift, sich an diesem Tage (dem 10. des 7. Monats) zu kasteien
- Während der Wüstenwanderung ist jedes zum Verzehr bestimmte Vieh als Friedensopfer zu behandeln, dessen Blut auf den Altar gesprengt werden muss.
- Das Blut von Wild muss mit Staub bedeckt werden.
- Verbot sexuellen Umgangs mit bestimmten verwandten oder verschwägerten Personen
- Verbot der Unzucht zwischen Männern, mit Tieren, des Geschlechtsverkehrs mit einer Menstruierenden und mit der Ehefrau eines anderen

## Haftara
Die zugehörige Haftara ist nach aschkenasischem Brauch Ezechiel 22,1–19  ,
nach sephardischem Brauch Ezechiel 22,1–16  .
Wenn Achare Mot mit Kedoschim zu einem Doppelabschnitt kombiniert wird, so ist die Haftara nicht die Haftara von Kedoschim, sondern die von Achare Mot.